# Voldemārs Beišāns
Voldemārs Beišāns (ur. 21 września 1921 w Madonie) – radziecki (łotewski) kierowca rajdowy i wyścigowy, odznaczony tytułem Mistrza Sportu ZSRR.

## Biografia
Po zakończeniu II wojny światowej mieszkał w Lipawie, gdzie zaangażował się w amatorskie wyścigi motocyklem BMW, a także grał w piłkę nożną na pozycji bramkarza. Następnie pracował w Rydze jako taksówkarz. Reprezentując zespół RTP, wygrał długodystansowy wyścig (4000 km) przez ZSRR. Do początku lat 60. uczestniczył w rajdach samochodowych, rezygnując z tego po dyskwalifikacji w Rajdzie Tartu 1960. Następnie rywalizował w wyścigach samochodowych. Był jednym z pierwszych Łotyszy, który otrzymał Estonię 3. Beišāns zamontował do tego pojazdu importowany z Włoch gaźnik, zwiększając moc samochodu do 60 KM. W 1961 roku kierowca wygrał wyścig na torze Mežaparks, zdobywając tym samym tytuł mistrza Łotewskiej Formuły 3. W klasyfikacji Sowieckiej Formuły 3 był natomiast trzeci w klasyfikacji końcowej, zajmując m.in. drugie miejsce na torze Newskoje Kolco. Beišāns zajął również trzecie miejsce w międzynarodowym wyścigu na Newskoje Kolco, który wygrał Curt Lincoln. W sezonie 1962 został wicemistrzem ZSRR, wygrał również wyścig o nagrodę Kaleva. Rok później natomiast wygrał wyścigi o mistrzostwo Litwy i Łotwy. W 1964 roku wystartował w Sowieckiej Formule 4, wygrywając zawody na Nemanskoje Kolco i zdobywając wicemistrzostwo serii. W 1966 roku był trenerem i mechanikiem łotewskich kierowców: Alfrēdsa Ābolkalnsa, Viktorsa Tjaguņenki i Jūlijsa Vinte, którzy zdobyli pierwsze trzy miejsca w klasyfikacji Sowieckiej Formuły 4. W 1969 Beišāns po raz ostatni wystartował w wyścigu samochodowym, zajmując Seliją F4 siódme miejsce w wyścigu na torze Bikernieki. Po zakończeniu kariery sportowej był zawodowym kierowcą, zajmował się także hodowlą psów rasy borzoj.

## Wyniki w Sowieckiej Formule 3
| Legenda oznaczeń w tabelach wyników Wyświetl szablon na nowej stronie | Legenda oznaczeń w tabelach wyników Wyświetl szablon na nowej stronie                                                                     |
| Oznaczenie                                                            | Wyjaśnienie |
| --------------------------------------------------------------------- | --- |
| Złoty                                                                 | Zwycięzca lub mistrzostwo |
| Srebrny                                                               | 2. miejsce lub wicemistrzostwo |
| Brązowy                                                               | 3. miejsce lub II wicemistrzostwo |
| Zielony                                                               | Ukończył, punktował (w klasyfikacji generalnej, gdy zdobył co najmniej jeden punkt na przestrzeni sezonu, poza trzema powyższymi opcjami) |
| Niebieski                                                             | Ukończył, nie punktował (w klasyfikacji generalnej, gdy nie zdobył co najmniej jednego punktu na przestrzeni sezonu)                      |
| Czerwony                                                              | Nie zakwalifikował się (NZ) |
| Czerwony                                                              | Nie prekwalifikował się (NPK) |
| Różowy                                                                | Nie ukończył (NU) |
| Różowy                                                                | Niesklasyfikowany (NS) (w klasyfikacji generalnej, gdy nie został sklasyfikowany w żadnym wyścigu sezonu)                                 |
| Czarny                                                                | Zdyskwalifikowany (DK) |
| Czarny                                                                | Wykluczony (WYK/EX) |
| Biały                                                                 | Nie wystartował (NW) |
| Biały                                                                 | Kontuzjowany (K/INJ) |
| Biały                                                                 | Wyścig odwołany (OD/C) |
| Bez koloru                                                            | Został wycofany (WYC/WD) |
| Bez koloru                                                            | Nie przybył (NP/DNA) |
| Bez koloru                                                            | Nie brał udziału w treningach (NT/DNP) |
| Bez koloru                                                            | Nie został zgłoszony (–) |
| Pogrubienie                                                           | Start z pole position |
| Kursywa                                                               | Najszybsze okrążenie wyścigu |
| †                                                                     | Nie ukończył, ale jego rezultat został zaliczony ze względu na przejechanie więcej niż 90% dystansu wyścigu.                              |
| *                                                                     | Sezon w trakcie |
| 1/2/3                                                                 | Punktowana pozycja w sprincie kwalifikacyjnym                                                                                             |
| Lista systemów punktacji Formuły 1                                    | |

| Rok  | Zespół      | Samochód  | Silnik | Wyniki w poszczególnych eliminacjach | Wyniki w poszczególnych eliminacjach | Pkt. | Msc. |
| ---- | ----------- | --------- | ------ | ------------------------------------ | ------------------------------------ | ---- | ---- |
| 1961 |             |           |        |                                      |                                      | 6    | 3    |
| 1961 | DOSAAF Ryga | Estonia 3 | IMZ    | ?                                    | 2                                    | 6    | 3    |
| 1962 |             |           |        |                                      |                                      | 10   | 2    |
| 1962 | DOSAAF Ryga | Estonia 3 | IMZ    | 3                                    | 3                                    | 10   | 2    |